# Морган (Џорџија)
Морган (енгл. Morgan) град је у америчкој савезној држави Џорџија. По попису становништва из 2010. у њему је живело 240 становника.

## Демографија
Према попису становништва из 2010. у граду је живело 240 становника, што је 1.224 (83,6%) становника мање него 2000. године.
| Група             | 2000.       | 2010.       |
| Белци             | 456 (31,1%) | 113 (47,1%) |
| Афроамериканци    | 974 (66,5%) | 115 (47,9%) |
| Азијати           | 0 (0,0%)    | 2 (0,8%)    |
| Хиспаноамериканци | 119 (8,1%)  | 6 (2,5%)    |
| Укупно            | 1.464       | 240         |